# Instytut Elektroenergetyki Politechniki Łódzkiej
Instytut Elektroenergetyki Politechniki Łódzkiej – jeden z instytutów Wydziału Elektrotechniki, Elektroniki, Informatyki i Automatyki Politechniki Łódzkiej. Swoje początki wywodzi z Katedry Elektroenergetyki powołanej w 1945 roku. Była to jedna z pierwszych katedr na Wydziale Elektrycznym PŁ.

## Historia Instytutu
W 1945 roku, wraz z powstaniem Politechniki Łódzkiej, zostaje powołana Katedra Elektroenergetyki, która rozpoczyna działalność się w Budynku Głównym Politechniki Łódzkiej, mieszczącym się przy ul. Gdańskiej 155 (Katedra mieściła się tam w latach 1945–1969). Następnie została przeniesiona do nowej siedziby mieszczącej się przy ul. Gdańskiej 176 (obecnie Stefanowskiego 18/22). Pierwszym kierownikiem Katedry był prof. Stanisław Kończykowski, który w 1948 roku podejmuje pracę w Politechnice Warszawskiej, a na jego miejsce zostaje powołany prof. Karol Przanowski.
Historię Katedry można podzielić na kilka etapów:
- lata 50. XX wieku to szybki rozwój Katedry, kształcącej przede wszystkim kadry dla rozwijającej się elektroenergetyki. W Katedrze prowadzi się prace dotyczące odbudowy i rozwoju polskiego systemu elektroenergetycznego. Główne tematy badań skupiają się na rozwoju sieci najwyższych napięć wraz z opracowaniem krajowego układu sieci 220 kV i 400 kV. Ten obszar zainteresowań jest wspomagany opracowaniem kierunków rozwoju sieci wysokiego, średniego i niskiego napięcia. Ponadto opracowuje się metody badań i poprawy niezawodności przemysłowych sieci elektroenergetycznych, metody wyznaczania strat spowodowanych przerwami w zasilaniu, prowadzi inne prace badawcze z dziedziny gospodarki elektroenergetycznej i jakości energii elektrycznej, prowadzi badania eksperymentalne związane z generacją i oddziaływaniem wyższych harmonicznych prądów i napięć w sieciach, opracowuje metody obliczania stanów asymetrycznych i przejściowych w sieciach i systemach elektroenergetycznych, opracowuje metody wyznaczania prądów zwarciowych oraz metody ich ograniczania, opracowuje metody prognozowania zapotrzebowania na moc i energię elektryczną w układach elektroenergetycznych. W tym czasie Katedra intensywnie rozwija swoje laboratoria. Powstają dwa najważniejsze w tym czasie  laboratoria: Elektroenergetyczne oraz Oświetlenia Elektrycznego. W tym okresie Katedra składała się z trzech Zakładów: Elektroenergetyki, Aparatów Elektrycznych i Wysokich Napięć. W 1951 roku powstają następne Zakłady: Sieci Elektrycznych, Elektrowni Cieplnych i Grzejnictwa Elektrycznego. W roku 1956 trzy Zakłady stają się samodzielnymi Katedrami: Aparatów Elektrycznych – rozwijana pod kierownictwem doc. Stanisława Dzierzbickiego, Elektrowni Cieplnych – rozwijana pod kierownictwem doc. Czesława Dąbrowskiego, Grzejnictwa Elektrycznego – rozwijana pod kierownictwem prof. Bolesława Sochora.
- lata 60. i 70. XX wieku wprowadzają kolejne zmiany w strukturze administracyjnej. W 1966 roku powstaje samodzielna Katedra Wysokich Napięć. Jej kierownikiem Katedry zostaje prof. Zygmunt Hasterman. W 1970 roku zostaje utworzony Instytut Elektroenergetyki w skład którego wchodziły Katedry: Elektroenergetyki, Grzejnictwa Elektrycznego (w 1990 roku na jej bazie powstaje Katedra Elektrotermii, zaś jej kierownikiem zostaje prof. Ludwik Michalski), Elektrowni Cieplnych, Kolei Elektrycznych. W 1976 roku, kierownictwo Instytutu Elektroenergetyki obejmuje prof. Zbigniew Kowalski. Baza Instytutu ulega rozwinięciu i powstaje kolejne nowe laboratorium – Laboratorium I, które jest jednocześnie odrębną jednostką organizacyjną Instytutu.
- lata 80. i 90. XX wieku, kiedy zostają powołane nowe Zakłady (1988): Elektrowni, Sieci i Systemów Elektroenergetycznych – kierownik doc. dr hab. Maciej Pawlik, Elektroenergetyki Przemysłowej i Oświetlenia Elektrycznego – kierownik doc. dr hab. Zbigniew Kowalski. W 1992 roku Dyrektorem Instytutu zostaje prof. Maciej Pawlik. W  1999 roku Instytut Elektroenergetyki rozrasta się. Ponownie przyłącza się Katedra Wysokich Napięć, której kierownikiem jest prof. Franciszek Mosiński.
- początek XXI wieku, kiedy następuje zmiana dotychczasowej nazwy Zakładu Elektroenergetyki Przemysłowej i Oświetlenia Elektrycznego na Zakład Elektroenergetycznych Mikrosystemów i Sieci Odbiorczych (2008). Pierwszym kierownikiem zostaje dr hab. inż. Irena Wasiak. W 2009 roku zostaje przyłączony Zakład Przekładników i Kompatybilności Elektromagnetycznej (wcześniej Katedra Elektrotechniki Ogólnej i Przekładników). Kierownikiem Zakładu zostaje prof. Elżbieta Leśniewska-Komęza. Kolejnym Dyrektorem Instytutu zostaje dr hab. Andrzej Kanicki, prof. nadzw. (2010-2013), którego w 2013 roku zastępuje dr hab. Irena Wasiak, prof. nadzw[1].

### Historia Zakładu Elektrowni

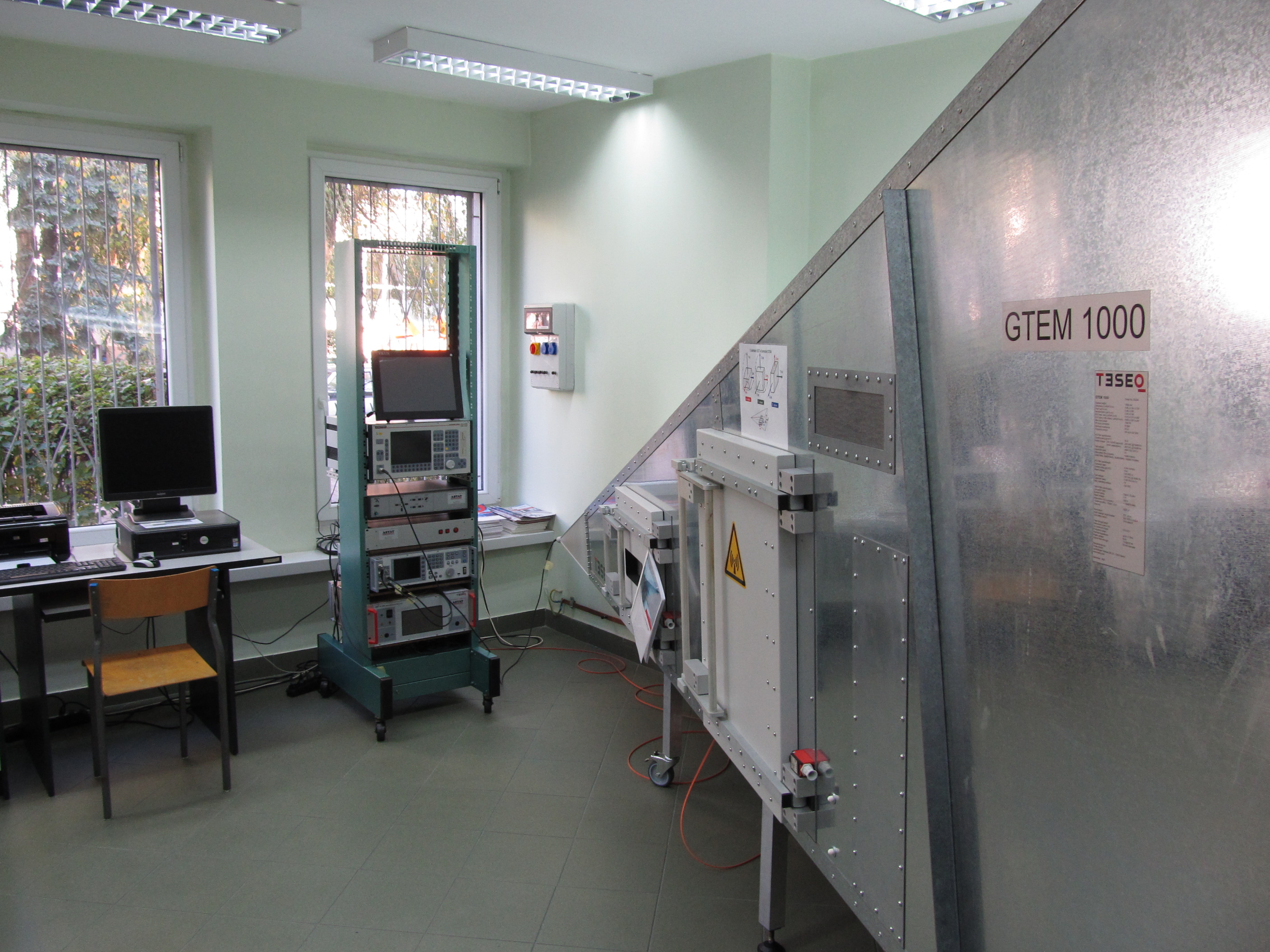
Laboratorium kompatybilności – kabina GTEM

Zakład Elektrowni, powstały w latach 50. XX wieku, w pierwszych latach swej działalności prowadził badania naukowe związane z zagadnieniami optymalizacji układów i urządzeń potrzeb własnych elektrowni dużej mocy. Prace te prowadzono w ramach Programu Rządowego PR-8 i CPBR nr 5.
Budowa Elektrowni Bełchatów, położonej niedaleko Łodzi, umożliwiła rozpoczęcie współpracy, którą prowadzi się także obecnie. Początkowo prace dotyczyły rozwiązań problemów związanych z wyprowadzeniem mocy oraz układów potrzeb własnych elektrowni. Kolejne prace dotyczyły oceny niezawodności i dyspozycyjności bloków elektrowni a także prognozowania awaryjności dla potrzeb planowania remontów i modernizacji.

### Historia Zakładu Kolei Elektrycznych
Zakład Kolei Elektrycznych należy do najstarszych zakładów Katedry. Początkowo Zakład podlegał Katedrze Elektrotechniki Ogólnej. W 1957 roku staje się samodzielną Katedrą. Kierownikiem Katedry był prof. Czesław Jaworski. Profesor Jaworski był wybitnym specjalistą trakcji elektrycznej i pionierem elektryfikacji polskich kolei. Wydana w 1956 roku książka prof. Czesława Jaworskiego Teoria trakcji elektrycznej, zawierała oryginalne ujęcie problemów teoretycznych, które jest wykorzystywane do dziś.

### Historia Zakładu Transportu i Przetwarzania Energii

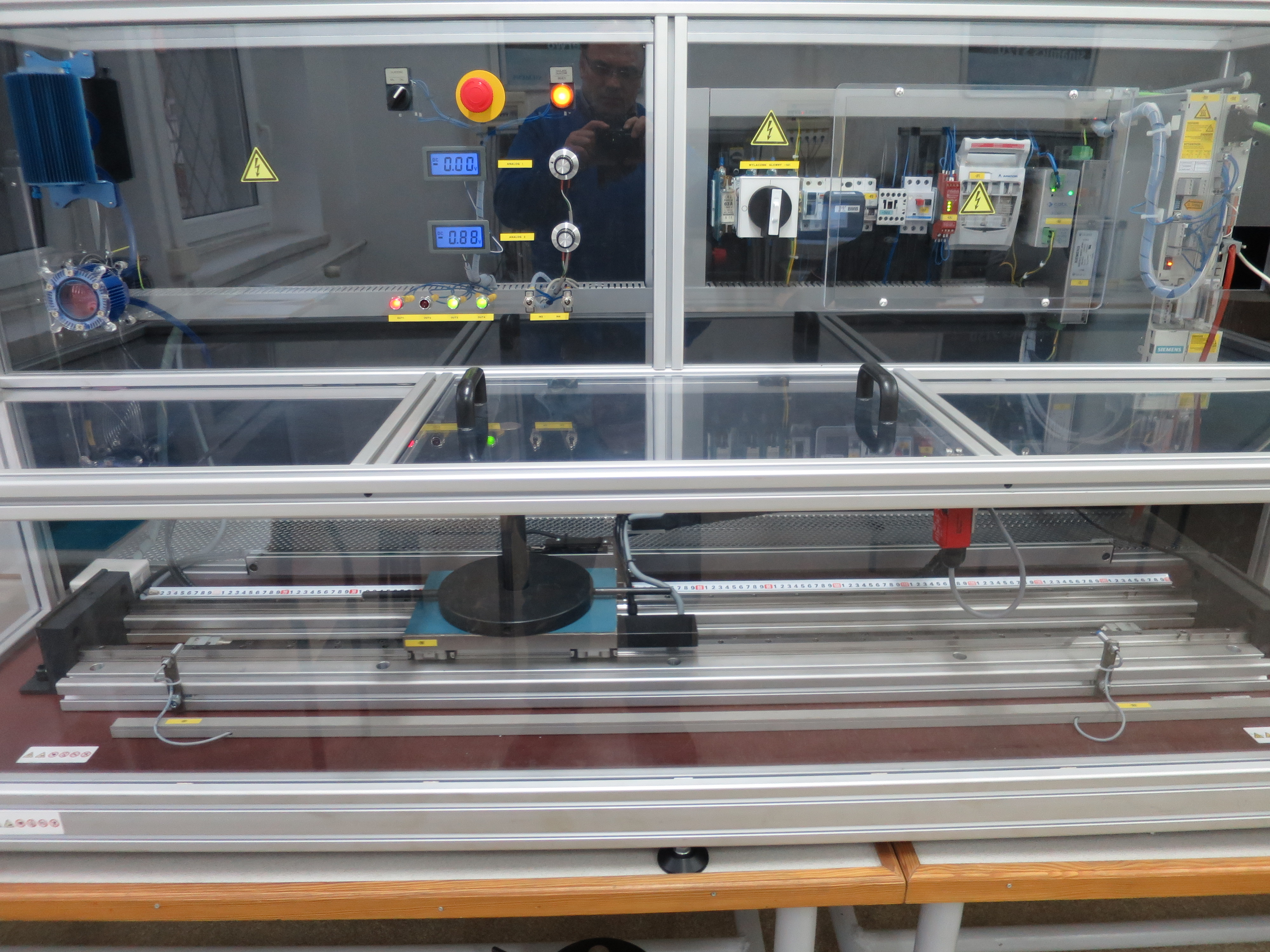
Stanowisko laboratoryjne do badania silnika liniowego

Zakład Transportu i Przetwarzania Energii jest następcą i kontynuatorem tradycji naukowej Katedry Kolei Elektrycznych kierowanej w latach 1957–1976 przez profesora Czesława Jaworskiego oraz Zakładu Trakcji Elektrycznej kierowanego przez profesora Henryka Karbowiaka (lata 1976-2001). Do najistotniejszych osiągnięć tamtych lat należało wdrażanie elektryfikacji Kolei Polskich oraz wdrożenia przemysłowe w zakresie automatyki prowadzenia pociągu (systemy Automatic Train Protection SOP-2 i SOP-2P oraz Automatic Train Operation w zakresie hamowania docelowego pociągów, wdrożone na I linii Metra Warszawskiego oraz linii A Metra Praskiego). Od 2008 roku Zakład Transportu i Przetwarzania Energii kierowany przez profesora Jana Anuszczyka kontynuuje zapoczątkowaną wcześniej tematykę badań współpracując z instytucjami i przedsiębiorstwami transportowymi takimi jak: PKP PLK S.A., PKP Intercity S.A., Bombardier Transportation  ZWUS  Katowice, Bombardier Transportation O. Łódź, Elester-PKP Łódź, Elektrownia Wiatrowa Kamieńsk, Enika Łódź, Miratrans O. Łęczyca. Współpraca Zakładu obejmuje m.in.: opracowanie i wdrożenie systemu ATP SOP-2W dla pierwszej linii metra w Warszawie (we współpracy z firmami Bombardier Transportation, Siemens, Newag), opracowanie i wdrażanie systemu ATP SOP-3 dla drugiej linii metra w Warszawie (we współpracy z firmami Bombardier Transportation, Kontron East Europe, AŽD, Siemens, Newag), opracowanie komputerowego systemu sterowania ruchem kolejowym dla linii o małym natężeniu ruchu (we współpracy z firmą Elester-PKP Łódź), opracowanie i wdrożenie innowacyjnych układów sterowania pojazdem komunikacji miejskiej z napędem asynchronicznym (we współpracy z firmą Enika Łódź).

### Historia Katedry Wysokich Napięć

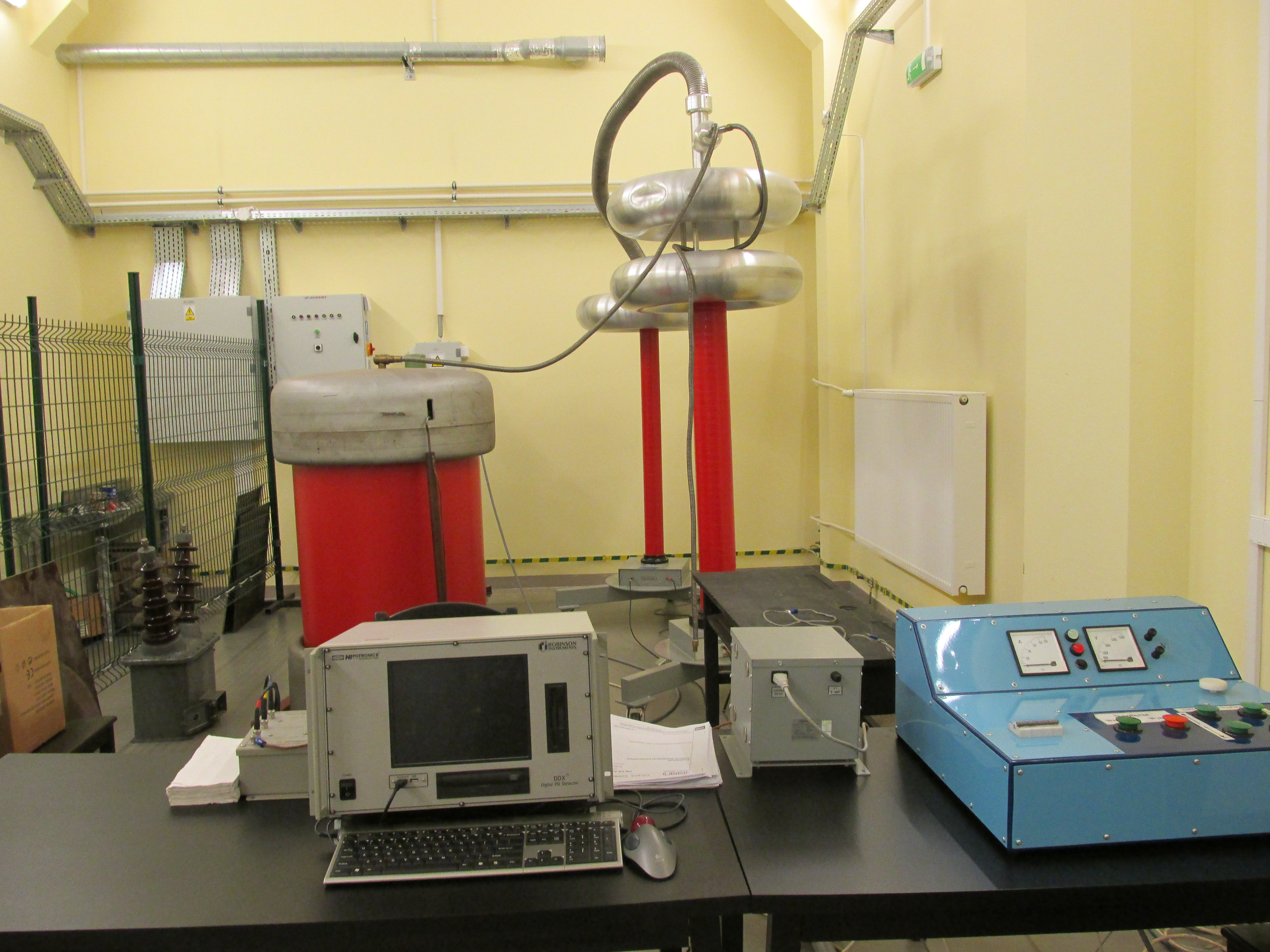
Wyspecjalizowany, komputerowy układ do pomiaru wyładowań niezupełnych w urządzeniach wysokiego napięcia

Początki Katedry sięgają 1945 roku, kiedy to rozpoczyna się budowa Laboratorium Wysokich Napięć. Początkowo wyposażono ją w kaskadę probierczą AC 2x300 kV i generator udarów napięciowych piorunowych LI 700 kV. Jej kierownik, prof. Zygmunt Hasterman łączy działalność Katedry z potrzebami Fabryki Transformatorów i Aparatury Trakcyjnej ELTA. Pod kierownictwem prof. Hastermana zespół projektowy tworzy pierwszy polski transformator 420 kV. Za ten projekt zespół uzyskał nagrodę państwową I stopnia.  W kolejnych latach Katedra prowadzi badania naukowe dotyczące zagadnień izolacji transformatorów energetycznych, zagadnień wyładowań niezupełnych oraz rozwija problematykę budowy wysokonapięciowych urządzeń probierczych. Efektem prac jest kilkadziesiąt projektów i ekspertyz, wykonanych na potrzeby fabryki transformatorów ELTA, elektrowni i zakładów przemysłowych. Na potrzeby laboratorium buduje się kolejne źródła wysokiego napięcia udarowego (napięcia do 2,4 MV), urządzenia do pomiaru wysokich napięć udarowych i przemiennych.

## Obecna struktura Instytutu
Instytut składa się z następujących zakładów:
- Zakład Sieci Elektroenergetycznych
- Zakład Elektrowni
- Zakład Wysokich Napięć
- Zakład Transportu i Przetwarzania Energii

## Obszary działalności naukowo-badawczej oraz dydaktycznej

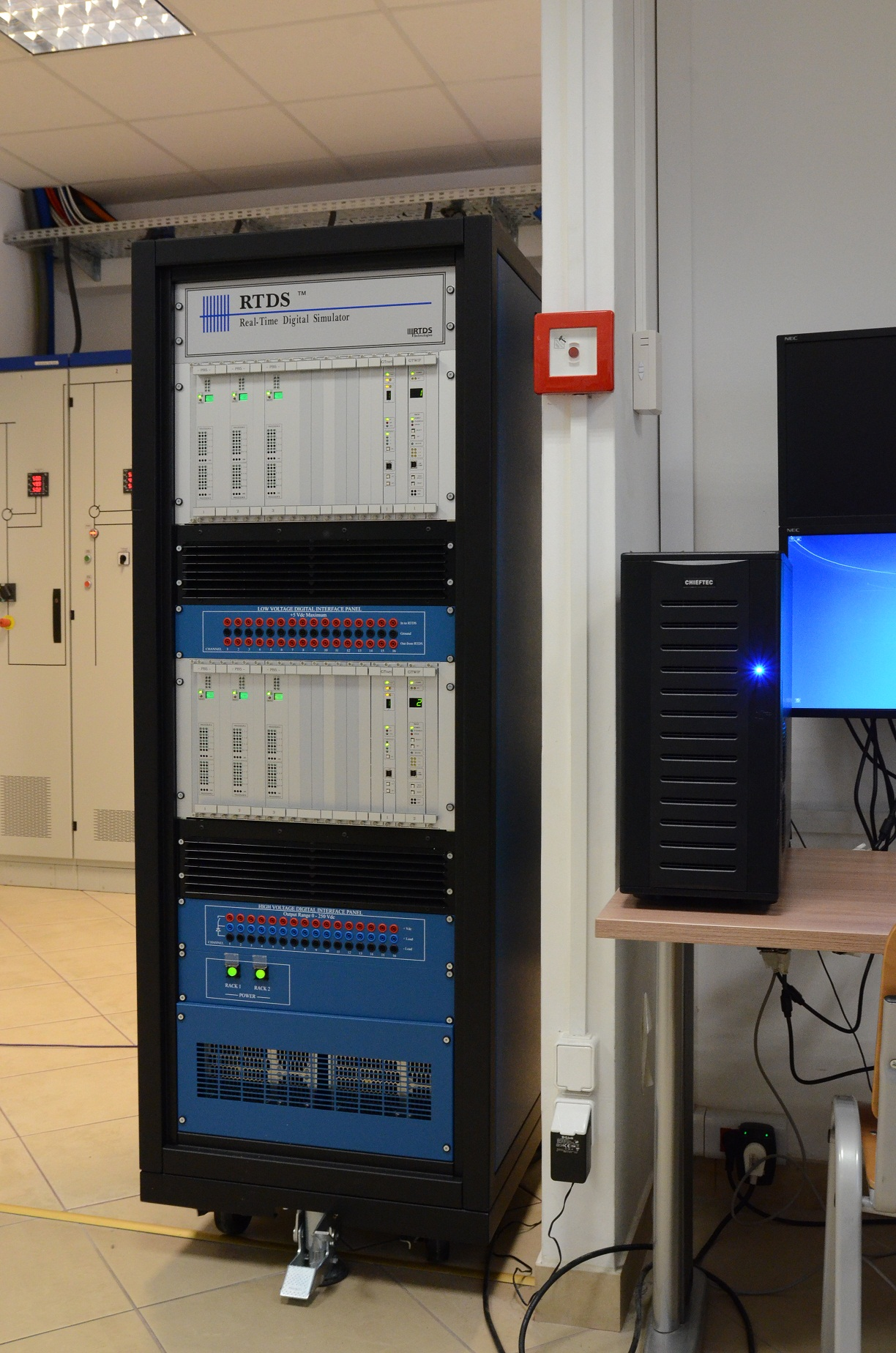
Stanowisko laboratoryjne do symulowania zakłóceń w czasie rzeczywistym (RTDS)

Działalność naukowo-badawcza Instytutu skupia się wokół trzech problemów jakimi są: konwencjonalne wytwarzanie energii elektrycznej, przesył i rozdział energii oraz generacja rozproszona, użytkowanie energii elektrycznej. W pierwszym obszarze prowadzone prace dotyczą oceny niezawodności bloków energetycznych oraz układów potrzeb własnych bloków energetycznych. W drugim obszarze prace związane są z optymalizacją pracy sieci elektroenergetycznych, integracją generacji rozproszonej oraz energetyką odnawialną, rynkami energii, jakością zasilania odbiorców, diagnostyką transformatorów oraz badaniami i projektowaniem przekładników. Obszar trzeci to prace naukowo-badawcze dotyczące kompatybilności elektromagnetycznej, systemów bezpieczeństwa w sterowaniu ruchem kolejowym, systemów napędowych w elektrycznych pojazdach szynowych, oświetlenia przestrzeni za pomocą nowoczesnych źródeł światła.
Instytut posiada następujące laboratoria badawcze:
- Laboratorium Symulatorów Sieci Elektroenergetycznych
- Laboratorium Generacji Rozproszonej
- Laboratorium Elektroenergetyki
- Laboratorium Badawcze Oświetlenia i Sprzętu Elektrotechnicznego
- Laboratorium Elektrowni
- Laboratorium Transportu i Przetwarzania Energii
- Laboratorium EMC
- Laboratorium Przekładnikowe
- Laboratorium Wysokich Napięć i Metod Statystycznych w Inżynierii
- Laboratorium Maszyn i Napędu Trakcyjnego

Działalność dydaktyczna Instytutu skupia się na prowadzeniu zajęć na studiach pierwszego, drugiego i trzeciego stopnia, zarówno stacjonarnych i niestacjonarnych, na wszystkich kierunkach uruchomionych na Wydziale Elektrotechniki, Elektroniki, Informatyki i Automatyki a także zajęcia na innych Wydziałach Politechniki Łódzkiej. Instytut prowadzi także Studia Podyplomowe w zakresie nowoczesnej elektroenergetyki i energooszczędnych instalacji OZE (Odnawialnych Źródeł Energii). Instytut realizuje wymianę studencką z uczelniami Rosji i Ukrainy w ramach praktyk wakacyjnych.

## Instytut Elektroenergetyki w Programach Ramowych Unii Europejskiej

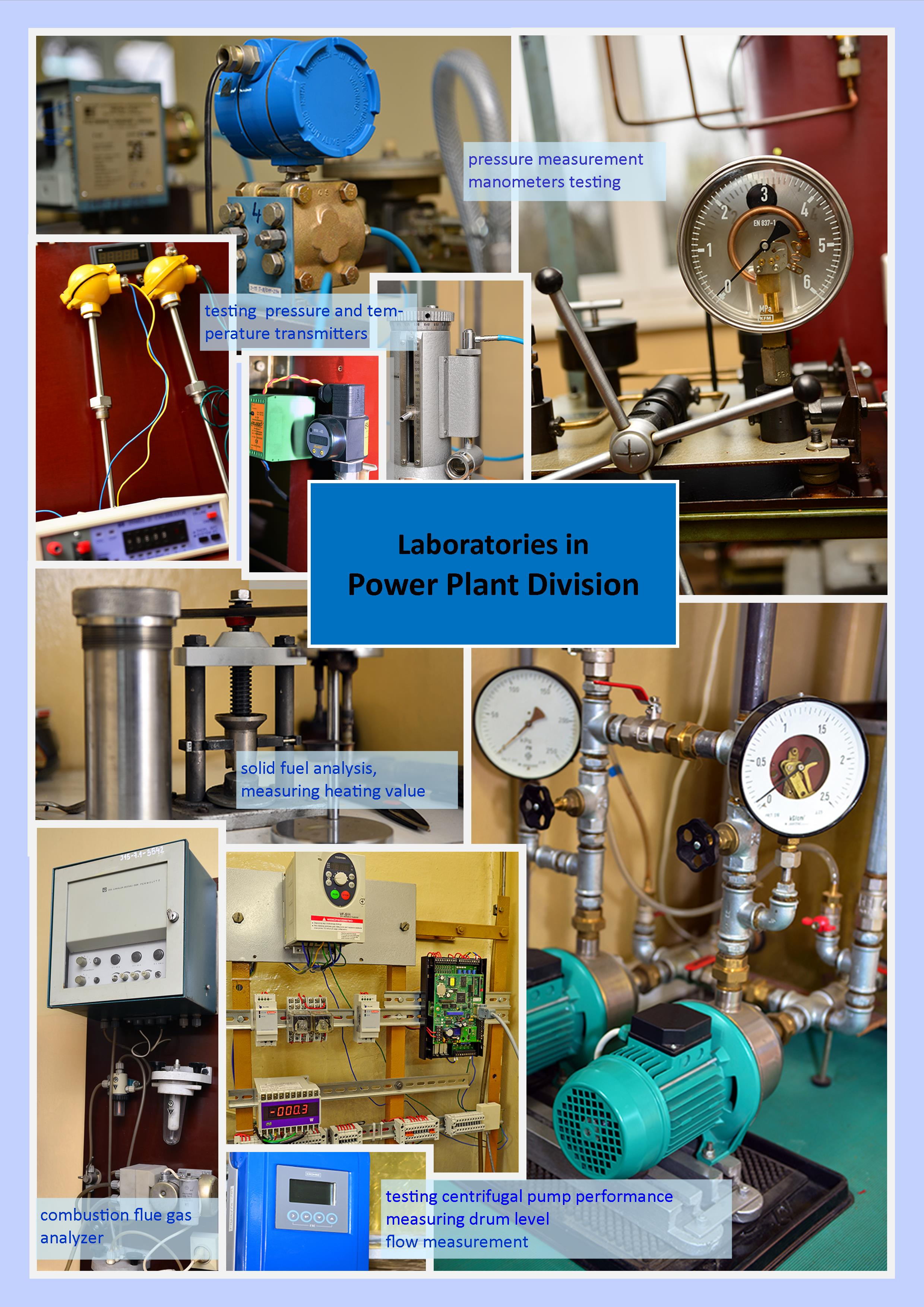
Laboratoria w Zakładzie Elektrowni

Instytut Elektroenergetyki Politechniki Łódzkiej od wielu lat aktywnie uczestniczy w realizacji projektów badawczych w ramach Programów Ramowych Unii Europejskiej. Działania te rozpoczęto już w okresie, kiedy Polska jeszcze nie należała do struktur unijnych, a była tzw. krajem stowarzyszonym. Obszar prac badawczych realizowanych w Programach Ramowych UE obejmuje głównie działania związane z rozproszonym wytwarzaniem energii elektrycznej, w tym wykorzystanie odnawialnych źródeł energii.
Wykaz zrealizowanych i będących w toku projektów:
- Distributed Generation with High Penetration of Renewable Energy Sources (akronim projektu: DISPOWER, Rozproszone wytwarzanie energii elektrycznej z dużym udziałem źródeł odnawialnych) realizowany w ramach V Programu Ramowego Unii Europejskiej w latach 2001–2005. Konsorcjum projektu składało się z 37 partnerów z 12 krajów, a Instytut Elektroenergetyki PŁ był jedynym partnerem spoza Unii zaangażowanym w jego realizację. Nasz udział w realizacji prac badawczych dotyczył przede wszystkim problemów jakości energii w sieciach niskiego napięcia z rozproszonymi źródłami energii. Efektem prac było opracowanie systemu sterowania jakością w takich sieciach.
- Market Access Smaller Size Intelligent Electricity Generation (akronim projektu: MASSIG, Dostęp do rynku dla małych inteligentnych źródeł energii elektrycznej) w ramach programu: Intelligent Energy – Europe (Inteligentna Energia dla Europy).
- Network of DER Laboratories and Pre-Standardisation (akronim projektu: DERLab, Sieć doskonałości laboratoriów generacji rozproszonej (DG) i badań normalizacyjnych). Projekt był realizowany w ramach VI Programu Ramowego Unii Europejskiej w latach 2006–2011. Uczestniczyło w nim 11 partnerów z 11 krajów UE. Efektem działań integracyjnych związanych z realizacją Sieci Doskonałości DERLab jest m.in. przystąpienie Politechniki Łódzkiej reprezentowanej przez Instytut Elektroenergetyki do Stowarzyszenia: Association of European Distributed Energy Resources Laboratories – DERLab e.V. działającego na prawie niemieckim, trwałej struktury międzynarodowej, która przejmie zadania Sieci Doskonałości DERLab po zakończeniu finansowania projektu przez Komisję Europejską.
- Distributed Energy Resources Research Infrastructure, akronim projektu: DERII (Infrastruktura badawcza dla rozproszonych źródeł energii). Projekt był realizowany w ramach VII Programu Ramowego Unii Europejskiej w latach 2009–2012.
- Concepts, Capacities and Methods for Testing EV Systems and their Interoperability within the Smartgrids (akronim projektu COTEVOS, Koncepcje, możliwości i metody testowania systemów EV i ich współdziałania z sieciami Smartgrid). Projekt jest realizowany w ramach VII programu ramowego Unii Europejskiej i dotyczy wykorzystania samochodów elektrycznych do współpracy z siecią elektroenergetyczną.

## Naukowcy Instytutu Elektroenergetyki
- Prof. dr hab. Jan Anuszczyk
- Prof. dr Czesław Jaworski[2]
- Prof. Zygmunt Hasterman[3]
- Prof. Stanisław Kończykowski[4]
- Prof. dr hab. inż. Elżbieta Leśniewska-Komęza
- Prof. dr hab. inż. Władysław Mielczarski
- Prof. dr hab. inż. Franciszek Mosiński
- Prof. dr hab. inż. Maciej Pawlik
- Prof. Karol Przanowski[5]
- Prof. Bronisław Sochor[6]
- Prof. dr hab. Zdzisław Szczepański[7]
- Dr hab. Andrzej Kanicki, prof. PŁ
- Dr hab. Irena Wasiak prof. PŁ
- Docent Czesław Dąbrowski[7][8]